# Jona Bogale
Jona Bogale (hebrejsky יונה בוגלה, žil v letech 1908–1987) byl prvním vůdcem etiopských Židů (Falašů) v Izraeli, někdy též přezdívaný jako „etiopský Theodor Herzl.“

## Biografie
Narodil se ve vesnici Wollega, severovýchodně od města Gondar, do rodiny tkadlece a námezdního farmáře. Díky pomoci polsko-francouzského antropologa a sionisty Jacquese Faitlovitche mohl ve 20. letech studovat v zahraničí; dva roky strávil v britské mandátní Palestině, kde studoval v Jeruzalémě, čtyři ve Výmarské republice ve Frankfurtu nad Mohanem, jeden ve Švýcarsku v Lausanne a jeden ve Francii v Paříži. Když se kolem roku 1930 vrátil do Addis Abeby, vyučoval na tamní falašské škole. Během italské okupace Etiopie se skrýval a pracoval ve Wolleze. Po válce pracoval dvanáct let na etiopském ministerstvu školství a v 50. letech za pomoci židovských organizací z diaspory založil židovské vzdělávací instituce a zdravotní kliniky. Během svého působení na ministerstvu stál v čele překladatelského oddělení, kde se mu dostaly do ruky dokumenty anglikánské misie, která požadovala konverzi etiopských Židů na křesťanství. Bogale proto v roce 1953 na svou pozici rezignoval a začal organizovat protest proti takovému postupu. Na jeho odhodlání nezměnila nic ani žádost etiopského císaře a nabídka ministerského postu. Své úsilí věnoval ve prospěch etiopské židovské komunity a sehrál zásadní roli při zřízení škol Židovskou agenturu v zemi. Po jejich uzavření se nadále silně angažoval v místní židovské komunitě a pokusil se zprostředkovat kontakt mezi etiopským a světovým židovstvem.
Plynně hovořil hebrejsky, anglicky, francouzsky, italsky, německy a amharsky. Byl také autorem knihy Falasha Book of Jewish Festivals, amharského překladu Pirke Avot a jednoho z prvních hebrejsko-amharských slovníků. V roce 1979 opustil Etiopii a společně s dcerou a manželkou imigroval do Izraele. Téhož roku vyzval na severoamerickém shromáždění židovských komunit k podpoře imigrace etiopských Židů do Izraele. Sám pak lobboval u izraelských rabínů, aby etiopští Židé nemuseli vykonávat formální konverzi po svém příchodu do země. Byl v rámci etiopské komunity jedním z prvních zastánců používání hebrejštiny k liturgickým účelům namísto jazyka ge'ez, jelikož pokládal za nevhodné, aby jej používali ti, kteří usilují o to být součástí širší židovské komunity. Zároveň se však domníval, že by měly být modlitby v hebrejštině naroubovány na etiopsko-židovské melodie, aby se tak zachovala část liturgických tradicí komunity Beta jisra'el.
Ještě za jeho života proběhly v letech 1984 a 1985 operace Mojžíš a Jozue, při nichž bylo do Izraele leteckým mostem přepraveno téměř 9 tisíc etiopských Židů. V roce 1991 pak bylo při operaci Šalamoun přepraveno dalších více než 14 tisíc etiopských Židů.
Zemřel v roce 1987 ve věku 79 let a je pochován v Jeruzalémě na hřbitově Har ha-Menuchot.